# Laurent Vidal
Laurent Vidal (Sète, 18 de febrero de 1984-Gigean, 10 de noviembre de 2015) fue un deportista francés que compitió en triatlón. Ganó una medalla de oro en el Campeonato de Oceanía de Triatlón de 2010.
En abril de 2014 Vidal sufrió un paro cardiorrespiratorio mientras entrenaba en Sète, y tuvo que ser puesto en un coma inducido. Como resultado, se vio obligado a retirarse tras su hospitalización y dedicarse a su rol de entrenador. El 10 de noviembre de 2015, Vidal murió a la edad de 31 años tras sufrir un paro cardíaco en su domicilio de Gigean, Francia.

## Palmarés internacional
| Campeonato de Oceanía | Campeonato de Oceanía      | Campeonato de Oceanía | Campeonato de Oceanía |
| Año                   | Lugar                      | Medalla               | Prueba                |
| --------------------- | -------------------------- | --------------------- | --------------------- |
| 2010                  | Wellington (Nueva Zelanda) | Medalla de oro        | Individual            |

1. ↑  En algunas ediciones del Campeonato de Oceanía se permitió la participación de triatletas de otros continentes.